# Rund um die Hainleite 1964
Rund um die Hainleite 1964 war die 50. Austragung des seit 1907 ausgefahrenen deutschen Eintagesrennens Rund um die Hainleite. Es fand am 14. Juni über 147 Kilometer statt. Sieger wurde Klaus Kellermann.

## Rennverlauf
Mit nur 147 Kilometern (bedingt durch Straßenbauarbeiten) war die Ausgabe des Hainleiterennens 1964 eines der kürzesten in der Geschichte dieses Straßenrennens. Ausgetragen wurde das Rennen auf dem Kurs, der für die Olympiaausscheidungen zwischen den Fahrern des Bundes Deutscher Radfahrer und des Deutschen Radsport-Verbandes der DDR vorgesehen war. Die Rennstrecke ähnelte dem Kurs des olympischen Straßenrennens in Tokio. Fünf Runden waren auf dem Rundkurs bei Erfurt zu absolvieren. Nach dem Rennen sollten 20 Fahrer für die beiden Olympiaausscheidungsrennen nominiert werden, von denen 15 eingesetzt werden konnten. 74 Radrennfahrer stellten sich dem Starter. Eingangs der letzten Runde waren 21 Fahrer an der Spitze. Kellermann und Huster starteten einen Ausreißversuch und kamen als Duo ins Ziel in Erfurt, wo Kellermann den Sprint gewann.

## Ergebnis
| Platz | Fahrer              | Nation               | Zeit (h)       |
| ----- | ------------------- | -------------------- | -------------- |
| 01.   | Klaus Kellermann    | ASK Vorwärts Leipzig | 3:42:33        |
| 02.   | Siegfried Huster    | SC Karl-Marx-Stadt   | gl. Zeit       |
| 03.   | Manfred Weißleder   | SC Karl-Marx-Stadt   | + 0:17 Minuten |
| 04.   | Bernhard Eckstein   | SC DHfK Leipzig      | gl. Zeit       |
| 05.   | Rüdiger Tanneberger | SC Karl-Marx-Stadt   | gl. Zeit       |
| 06.   | Lothar Höhne        | ASK Vorwärts Leipzig | gl. Zeit       |
| 0     |                     |                      |                |